# 프쿠스노 이 토치카
프쿠스노 이 토치카(러시아어: Вкусно – и точка→맛있는 것은 그 만큼이다)는 러시아의 패스트 푸드 체인이다. 러시아의 우크라이나 침공으로 인해 러시아 내의 모든 맥도날드가 폐쇄되고 사업가인 알렉산드르 고보르가 매입하여 새로운 브랜드로 오픈한 것이다. 메뉴는 맥도날드의 메뉴를 리브랜딩하였다. 러시아의 첫 지점은 2022년 6월 12일에 개점하였다.

## 같이 보기
- 헝그리 잭스